# Mona Lisas Lächeln
Mona Lisas Lächeln (Originaltitel: Mona Lisa Smile) ist ein US-amerikanischer Film des Regisseurs Mike Newell aus dem Jahr 2003. Julia Roberts spielt darin die Rolle der Katherine Watson, die in den 1950er Jahren als Dozentin am Wellesley College versucht, ihren Studentinnen Eigenständigkeit beizubringen.

## Handlung
Im Herbst 1953 beginnt die motivierte Katherine Watson am renommierten Wellesley College, das nur Frauen annimmt, Kunstgeschichte zu unterrichten. Sehr schnell fühlt sich die junge Frau von der konservativen Mentalität des Lehrkörpers, aber auch einiger Studentinnen gestört, die eine Hochzeit für wichtiger halten als eine gute Ausbildung.
Auf die Gefahr hin, ihre Kollegen zu verärgern, beginnt Katherine, sich für ihre Studentinnen zu engagieren und ihnen beizubringen, selbstständig zu denken und ihr Leben abseits der vorgefertigten Wege zu finden.
Betty, eine bereits verheiratete Studentin, wird eine ihrer stärksten Gegenspielerinnen, da Katherine ihre beste Freundin Joan davon überzeugt hat, sich für ein Jurastudium an der Universität Yale einzuschreiben, anstatt zu warten, bis ihr Freund ihr einen Heiratsantrag macht.
Für die intelligente und schlagfertige Giselle und die schüchterne Connie wird Katherine zum großen Vorbild, und sie finden in ihr die Sicherheit, ihren eigenen Weg zu gehen.
Aber auch Katherine ändert sich, genauso wie ihre Lebenseinstellung, indem sie von ihren Studentinnen lernt.

## Kritik
film-dienst 2/2004: Dramatischer Film vor dem Hintergrund der McCarthy-Ära, dessen kritische Rollenreflexion in Klischees stecken bleibt; letztlich präsentiert er lediglich ein schlichtes Gesellschaftsporträt voller Sentimentalitäten.

## Nominierungen
Elton John (Musik) und Bernie Taupin (Text) waren für das Lied „The Heart of Every Girl“ für den BFCA-Award und den Golden Globe in der Kategorie „bestes Lied“ nominiert. Dazu kam noch eine „Golden Satellite Awards“-Nominierung für das gleiche Lied für Elton John. Kirsten Dunst wurde für den „Teen Choice Award“ in der Kategorie „Sleazebag“ nominiert.

## Sonstiges
- Die Sängerin Tori Amos hat in einer Szene einen kurzen Gastauftritt als Sängerin.
- Einige der Außenansichten sind auf dem Campus des Wellesley Colleges entstanden.
- Die Szenen im Hörsaal wurden in einem 50 Jahre alten Hörsaal an der Columbia University gedreht, der auch schon für andere Filme genutzt wurde.
- Die Synchronschwimmerinnen in der Szene im Pool sind die Mitglieder des Teams des Wheaton Colleges der Saison 2002/2003.
- Im Januar 2004 wurde der Film auf Plakaten mit dem Satz "In einer Welt, die ihnen vorschrieb, wie man lebt, lehrte sie ihnen, wie man denkt." beworben. Dies sorgte in den Feuilletons für Erheiterung und Diskussionen um die deutsche Grammatik; schließlich thematisiere der Film Fragen von Unterricht und Bildung. Als der Film später auf DVD erschien, war der Satz auf der Hülle in abgewandelter Form zu lesen: "In einer Welt, die ihnen vorschrieb, wie man lebt, lehrte sie sie, wie man denkt".